# Влада Турске
Влада Турске (тур. Türkiye Hükûmeti), Кабинет Турске (тур. Türkiye Kabinesi) или Савет министара Турске (тур. Türkiye Bakanlar Kurulu) тело је које обавља врховну извршну власт у Турској. Сачињено је од челних представника главних министарстава. Министре именује председник на предлог премијера. Кабинет је извршна власт одговорна за управљање државом.

## Тренутни чланови
Тренутни кабинет је 65. Кабинет Турске, на челу са премијером Биналијем Јилдиримом.

## Састав
- Премијер
- Вицепремијер
- Министар спољних послова
- Министар унутрашњих послова
- Министар финансија
- Министар правде
- Министар енергетике и природних ресурса
- Министар пољопривреде
- Министар културе и туризма
- Министар здравља
- Министар за образовање
- Министар одбране
- Министар за индустрију и технологију
- Министар рада и социјалне политике
- Министар саобраћаја и веза
- Министар за европске послове
- Министар економије
- Министар омладине и спорта
- Министар за развој
- Министар за царине и трговину
- Министар за животну средину и просторно планирање
- Министар пољопривреде, шумарства и водопривреде